# 初笑い!朝まで爆笑寄席
『初笑い!朝まで爆笑寄席』（はつわらい あさまでばくしょうよせ）は、テレビ東京系列で2016年から2019年まで毎年1月1日午前3時から午前5時半前まで生放送していた特別番組。

## 概要
大阪のよしもと漫才劇場から芸人がネタを生披露する、自称日本一早い生演芸番組。ほかの演芸番組と区別する為、2016年のトークコーナーは新年にふさわしい書初めを行った。
2016年はテレビ東京のスタジオ、2017年は新宿ルミネtheよしもとからの二元中継を行った。
元々この枠では2005年から2013年の1月1日（前年12月31日深夜）にかけて「やりすぎコージー」のスピンオフ特番『今年も生だよ芸人集合 笑いっぱなし伝説』が、2014・2015年は「ざっくりハイタッチ」生放送スペシャル『今年も生だよ!笑いっぱなしのお正月!ざっくり新年会』（2014年1月1日（前年12月31日深夜））。同じく『明けまして、ざっくりハイタッチです!4時間も?生放送スペシャル』（2015年1月1日（前年12月31日深夜））が未明の0:50 - 5:00（長い時は9:58まで）に放送されていた。
演芸（ネタ）コーナーのあるお笑い番組であったが、本番組は2時間30分の演芸特番となっている。
以後も1月1日未明（12月31日深夜）の枠で時間体は多少前後するものの演芸番組を放送しているが、2020年「売れっ子が推す!今年くる芸人 お笑い推して参る!」（MC：フットボールアワー）、2021年「フット霜降りの爆笑ネタ祭り!」（MC：フットボールアワー、霜降り明星）、2022年「元旦に爆誕!ネクストブレイク芸人ガチャ2022」（MC：チョコレートプラネット、ニューヨーク）、2023年「ファイナリスト芸人が夢の競演!幻の優勝ネタ祭り」（MC：ケンドーコバヤシ・チョコレートプラネット）と毎年変わっている。

## 出演者

### 司会

#### 大阪ブロック
- 西川きよし
- 藤井隆
- 椿鬼奴：2016年、2017年、2019年
- 福本愛菜：2018年

#### 東京ブロック
- 2016年のみ
  - ウーマンラッシュアワー
- 2017年のみ
  - 小籔千豊
  - 秋元玲奈(テレビ東京アナウンサー)
- 2018年
  - 博多華丸・大吉
  - 福田典子（テレビ東京アナウンサー）
- 2019年
  - 博多華丸・大吉
  - 鷲見玲奈（テレビ東京アナウンサー）

## スタッフ
2018年元日放送分
- 構成：遠藤敬
- <大阪>
  - SW：前田昌彦
  - CAM：寺岡憲一
  - MIX：本城宣彰
  - VE：岩元篤志
  - 照明：伊藤奈津美
- <東京>
  - SW：大尾庸介
  - CAM：堀内俊
  - MIX：真霜美幸
  - VE：柴田康司
  - 照明：川又勇輔
- 美術プロデューサー：吉田敬
- デザイン：今長和宏
- 美術進行：安楽信行
- 編集：五郎丸亮
- MA：遠藤寛也
- 音響効果：遠藤治朗
- 技術協力：よしもとブロードエンタテインメント、ネクストライ、アーチェリープロダクション、メディア・リース
- 美術協力：フジアール、ステージプランニング、つむら工芸、すくらんぶる
- 劇場協力：よしもと漫才劇場、ルミネtheよしもと
- 衣装：大槻衣裳、東京衣裳
- メイク：MORE、TEES
- 衣裳協力：やまと
- AP：武藤佑樹、泉亜希子
- デスク：黒澤結奈
- ディレクター：中谷航、佐久間俊輔、伊部和憲、泉貴晶
- 演出：田川裕也
- 協力プロデューサー：西本武（ブーム）
- プロデューサー：岩下裕一郎、小野裕之（以上テレビ東京）、長江康裕、佐々木聡（以上よしもとクリエイティブ・エージェンシー）、今瀧陽介 (バックアップメディア)
- 協力：バックアップメディア
- 制作協力：吉本興業
- 製作著作：テレビ東京